# En Joan Doneta
En Joan Doneta és un quadre de costums en un acte, en vers i en català del que ara es parla, original de Serafí Pitarra (pseudònim de Frederic Soler) i d'Enric Carreras (un altre pseudònim del matreix Frederic Soler), estrenat al teatre de l'Odèon, la nit del 2 de gener de 1866.

## Repartiment de l'estrena
- Senyora Paula: Francisca Soler
- Marieta: Fermina Vilches
- Munda: Emília Pi
- Petra: Cornèlia Pellissari
- Senyor Joan: Lleó Fontova
- Don Ramon: Josep Clucellas
- Quimet: Francesc Puig
- Miquel: Miquel Llimona